# Хута (Бихор)
Хута (рум. Huta) насеље је у Румунији у округу Бихор у општини Бојану Маре. Oпштина се налази на надморској висини од 226 m.

## Становништво
Према подацима из 2002. године у насељу је живело 10 становника, од којих су сви румунске националности.